# Nurbolat Kulimbetov
Nurbolat Kulimbetov, né le 9 mai 1992, à Taraz, est un coureur cycliste kazakh.

## Palmarès
- 2012[3]
  - 5e étape du Heydar Aliyev Anniversary Tour
- 2013
  -  Médaillé d'argent du championnat d'Asie sur route espoirs
- 2014
  - 7e étape de la Vuelta a la Independencia Nacional
  - 3e du championnat du Kazakhstan sur route
- 2015
  - 4e étape du Bałtyk-Karkonosze Tour
  - 3e de la Minsk Cup
- 2016
  - Grand Prix ISD
  - 2e du Grand Prix de Vinnytsia

## Classements mondiaux
| Année            | 2012 | 2013 | 2014 | 2015 | 2016 | 2017   |
| ---------------- | ---- | ---- | ---- | ---- | ---- | ------ |
| UCI Europe Tour  |      |      |      | 435e | 435e | 1 869e |
| UCI America Tour |      |      | 285e |      |      |        |
| UCI Asia Tour    | 309e | 48e  | 118e |      | 552e | 609e   |